# Helina metatarsalis
Helina metatarsalis este o specie de muște din genul Helina, familia Muscidae, descrisă de Fritz Isidore van Emden în anul 1951.
Este endemică în Kenya. Conform Catalogue of Life specia Helina metatarsalis nu are subspecii cunoscute.